# Karel Bernášek
Karel Bernášek (13. července 1912, Praha – 7. září 1983, Gottwaldov) byl český fotbalový obránce.

## Fotbalová kariéra
V československé lize hrál za AFK Bohemians, SK Prostějov a SK Baťa Zlín. Nastoupil ve 148 ligových utkáních a dal 16 gólů. Ve Středoevropském poháru nastoupil ve 2 utkáních. Byl autorem prvního ligového gólu Zlína. Na sklonku kariéry hrál za Vracov.

## Ligová bilance
| Ročník                      | Zápasy | Góly | Klub          |
| --------------------------- | ------ | ---- | ------------- |
| 1. asociační liga 1931/1932 | -      | -    | AFK Bohemians |
| 1. asociační liga 1932/1933 | -      | -    | AFK Bohemians |
| 1. asociační liga 1933/1934 | -      | -    | AFK Bohemians |
| Státní liga 1934/1935       | -      | -    | AFK Bohemians |
| Státní liga 1935/1936       | 13     | 0    | SK Prostějov  |
| Státní liga 1936/37         | -      | -    | SK Prostějov  |
| Státní liga 1938/1939       | 21     | 6    | SK Baťa Zlín  |
| Národní liga 1939/1940      | 20     | 0    | SK Baťa Zlín  |
| Národní liga 1940/1941      | -      | -    | SK Baťa Zlín  |
| Národní liga 1941/1942      | 2      | 0    | SK Baťa Zlín  |
| Národní liga 1942/1943      | 1      | 0    | SK Baťa Zlín  |
| CELKEM                      | 148    | 16   |               |